# Orphans: Brawlers, Bawlers & Bastards
Orphans: Brawlers, Bawlers & Bastards – studyjny album amerykańskiego muzyka Toma Waitsa, mający formę limitowanego, trzypłytowego wydawnictwa. Europejska premiera miała miejsce 17 listopada 2006, amerykańska 21 listopada 2006.
Na trzech płytach znajdują się 54 piosenki, z których 30 to nowości, a pozostałe 24 to utwory rzadkie, bądź dotychczas niepublikowane. Każda z płyt wchodzących w skład wydawnictwa zawiera muzycznie inny materiał. Na pierwszej płycie (Brawlers) znajdują się piosenki reprezentujące muzykę bluesową i rockową, płyta druga (Bawlers) to w większości ballady, trzecia (Bastards) to utwory eksperymentalne i muzyczne aranżacje prozy i poezji.
Waits opisał to wydawnictwo jako:
Zbiór piosenek, które chowały się za kuchenką, kiedy robiliśmy obiad, ponad 60 melodii, które udało nam się pozbierać. Niektóre są z filmów, inne z różnych kompilacji. Część z nich to rzeczy, które nie pasowały na płyty, kawałki, które nagrałem z dziećmi w garażu. Dziwactwa, osierocone melodie.
W drugiej połowie 2006 roku odbyła się trasa koncertowa The Orphans Tour, poświęcona promocji tego wydawnictwa.

## Tytuł
Główna część tytułu – Orphans oznacza dosłownie sieroty. Jak można wnioskować z treści utworów (jak i całej twórczości Waitsa) chodzi tu raczej o metaforyczne znaczenie słowa sierota, czyli "osoba której się nie powiodło w życiu", "osoba przegrana".
Tytuły kolejnych płyt Brawlers, Bawlers i Bastards choć mają różny źródłosłów (brawl – awantura, bawl – wrzeszczeć, bastard – bękart, łajdak), w języku angielskim znaczą w zasadzie to samo i używane bywają (w karczemno-pijackich kontekstach, częstych w twórczości Waitsa) jako oznaczające (podobnie jak "sierota"), osobę przegraną, pozbawioną nadziei.

## Podział na trzy płyty
W jednym z wywiadów Waits wypowiada się na temat podzielenia wydawnictwa na trzy płyty:
Miałem cały stos piosenek. To zupełnie jak mieć masę materiału zdjęciowego na film. Materiał musi zostać podzielony w sensowny sposób, tak by słuchanie albumu było doświadczeniem harmonijnym. Mając takie wielkie pudło ze wszystkimi tymi rzeczami w środku wiesz, że nie mają one żadnego sensu dopóki nie zostaną odpowiednio posegregowane. Zajęło to trochę czasu. Podział jest tematyczny, oraz związany z tempem utworów. Piosenki pochodzą z różnych źródeł, były napisane w różnym czasie. Cały dowcip polega na ułożeniu ich tak żeby działały razem. 
Pierwsza płyta (Brawlers) muzycznie jest płytą rockową i bluesową, choć słychać tu także wpływy muzyki gospel ("Ain't Goin' Down to the Well", "Lord I've Been Changed"). Tematy poruszane w piosenkach wahają się od nieudanych związków (w piosenkach "Lie to Me", "Walk Away"), do powodzi i następujących po niej zniszczeniach ("2:19"). Jedna z piosenek poświęcona jest konfliktowi izraelsko-palestyńskiemu ("Road to Peace").
Druga płyta (Bawlers) to głównie smutne w wymowie, pełne rezygnacji, ballady ("Bend Down the Branches", "Little Drop of Poison", "Fannin Street", "Little Man", "Widow's Grove"). Utwór "Down There by the Train" został napisany przez Waitsa dla Johnny'ego Casha i pierwotnie został opublikowany na albumie Casha American Recordings. Waits miał powiedzieć, że drugą część wydawnictwa chciał nazwać Zamknij się i zjedz swoje ballady (Shut Up and Eat Your Ballads).
Trzecia płyta (Bastards) pokazuje bardziej eksperymentalną stronę twórczości Waitsa. Płytę rozpoczyna adaptacja utworu Bertolta Brechta z Opery za 3 grosze, do muzyki Kurta Weilla. Kolejny utwór na płycie to "Children's Story" pochodzący z niedokończonej sztuki Georga Büchnera pt. Woyzeck (do adaptacji tej sztuki Waits stworzył muzykę, umieszczoną na albumie Blood Money). Ponadto na płycie znajduje się wyrecytowany przez Waitsa wiersz Charlesa Bukowskiego pt. "Nirvana". Piosenki "Home I'll Never Be" i "On the Road", to fragmenty prozy Jacka Kerouaca.

## Utwory
Z wyjątkiem zaznaczonych, wszystkie kompozycje są autorstwa Toma Waitsa i Kathleen Brennan.

### Brawlers
1. "Lie to Me" – 2:10
2. "LowDown" – 4:15
3. "2:19" – 5:02
  - Utwór pojawia się także na wyprodukowanej przez Waitsa płycie Johna P. Hammonda pt. Wicked Grin (2001)
4. "Fish in the Jailhouse" – 4:22
5. "Bottom of the World" – 5:42
  - Utwór pojawia się także w filmie dokumentalnym Long Gone (2003)
6. "Lucinda" – 4:52
7. "Ain't Goin' Down to the Well" (Leadbelly, John Lomax, Alan Lomax) – 2:28
8. "Lord I've Been Changed" (melodia tradycyjna, w aranżacji Toma Waitsa i Kathleen Brennan) – 2:28
  - Utwór pojawia się także na wyprodukowanej przez Waitsa płycie Johna P. Hammonda pt. Wicked Grin (2001) pod tytułem "I Know I've Been Changed".
9. "Puttin' on the Dog" – 3:39
  - Utwór pojawia się w filmie Liberty Heights (1999)
10. "Road to Peace" – 7:17
11. "All the Time" – 4:33
12. "The Return of Jackie and Judy" (Joey Ramone, Johnny Ramone, Dee Dee Ramone) – 3:28
  - Utwór wydany wcześniej na poświęconym twórczości grupy Ramones wydawnictwie pt. We're a Happy Family  (2003)
13. "Walk Away" – 2:43
  - Utwór wydany wcześniej na ścieżce dźwiękowej z filmu Dead Man Walking (1996)
14. "Sea of Love" (Phil Phillips, George Khoury) – 3:43
  - Utwór wydany wcześniej na ścieżce dźwiękowej z filmu Sea of Love (1989)
15. "Buzz Fledderjohn" – 4:12
  - Utwór wydany wcześniej na singlu "Hold On" (1999)
16. "Rains on Me" (Waits, Chuck E. Weiss) – 3:20
  - Utwór wydany wcześniej na płytach: Extremely Cool(1999) Chucka E. Weiss'a', oraz na kompilacji Free the West Memphis 3 (2000)

### Bawlers
1. "Bend Down the Branches" – 1:06
  - Utwór wydany wcześniej na kompilacji For the Kids (2002)
2. "You Can Never Hold Back Spring" – 2:26
3. "Long Way Home" – 3:10
  - Utwór wydany wcześniej na ścieżce dźwiękowej z obrazu Big Bad Love (2001)
  - Cover tego utworu został wydany przez Norah Jones na albumie Feels like Home (2004)
4. "Widow's Grove" – 4:58
5. "Little Drop of Poison" – 3:09
  - Utwór wydany wcześniej na ścieżkach dźwiękowych z filmów The End of Violence (1997) i Shrek 2 (2004)
6. "Shiny Things" – 2:20
7. "World Keeps Turning" – 4:16
  - Utwór wydany wcześniej na ścieżce dźwiękowej z obrazu Pollock (2001)
8. "Tell It to Me" – 3:08
  - Utwór wcześniej śpiewany w duecie z Ramblin' Jackiem Elliotem jako "Louise (Tell It to Me)"
9. "Never Let Go" – 3:13
10. "Fannin Street" – 5:01
  - Utwór pojawia się także na wyprodukowanej przez Waitsa płycie Johna P. Hammonda pt. Wicked Grin (2001)
11. "Little Man" (Teddy Edwards) – 4:33
  - Utwór wydany wcześniej na płycie Mississippi Lad Teddy'ego Edwardsa (1999)
12. "It's Over" – 4:40
13. "If I Have to Go" – 2:15
  - Utwór pojawia się wcześniej w sztuce Waitsa pt. Franks Wild Years (1986) i jako "Rat's Theme" w filmie dokumentalnym Streetwise (1984).
14. "Goodnight Irene" (Leadbelly, Gussie L. Davis) – 4:47
15. "The Fall of Troy" – 3:01
  - Utwór wydany wcześniej na ścieżce dźwiękowej z filmu Dead Man Walking (1996)
16. "Take Care of All My Children" – 2:31
  - Utwór pojawia się w filmie dokumentalnym Streetwise (1984)
17. "Down There by the Train" – 5:39
18. "Danny Says" (Joey Ramone, Johnny Ramone, Dee Dee Ramone) – 3:05
19. "Jayne's Blue Wish" – 2:29
  - Utwór wydany wcześniej na ścieżce dźwiękowej z filmu Big Bad Love (2002)
20. "Young at Heart" (Carolyn Leigh, Johnny Richards) – 3:41

### Bastards
1. "What Keeps Mankind Alive" (Kurt Weill, Bertolt Brecht) – 2:09
  - Utwór pochodzi z "Opery za 3 grosze Bertolta Brechta. Był wydany wcześniej na kompilacji poświęconej twórczości Kurta Weilla pt. Lost in the Stars: The Music of Kurt Weill (1985)
2. "Children's Story" – 1:42
  - Utwór na podstawie sztuki Georga Buchnera pt. Woyzeck
3. "Heigh Ho" (Frank Churchill, Larry Morey) – 3:32
  - Utwór pochodzi z filmu Walta Disneya pt. Królewna Śnieżka i siedem krasnoludków (1937). Wcześniej został wydany na kompilacji poświęconej muzyce z animacji Disneya pt. Stay Awake: Various Interpretations of Music from Vintage Disney Films (1988)
4. "Army Ants" – 3:25
5. "Books of Moses" (Skip Spence) – 2:49
  - Utwór wydany wcześniej na kompilacji poświęconej twórczości Alexandra "Skipa" Spence'a pt. More Oar (1999)
6. "Bone Chain" – 1:03
7. "Two Sisters" (melodia tradycyjna, w aranżacji Toma Waitsa i Kathleen Brennan) – 4:55
8. "First Kiss" – 2:40
9. "Dog Door" (Waits, Brennan, Mark Linkous) – 2:43
  - Utwór wydany wcześniej na albumie zespołu Sparklehorse pt. It's a Wonderful Life (2001)
10. "Redrum" – 1:12
11. "Nirvana" – 2:12
  - Słowa autorstwa Charlesa Bukowskiego
12. "Home I'll Never Be" – 2:28
  - Słowa autorstwa Jacka Kerouaca
13. "Poor Little Lamb" (William J. Kennedy, Waits) – 1:43
14. "Altar Boy" – 2:48
  - Utwór miał się początkowo znaleźć na płycie Waitsa pt. Alice
15. "The Pontiac" – 1:54
  - Utwór wydany wcześniej na kompilacji pt. Smack My Crack (1987)
16. "Spidey's Wild Ride" – 2:03
17. "King Kong" (Daniel Johnston) – 5:29
  - Utwór wydany wcześniej na kompilacji poświęconej twórczości Daniela Johnstona pt. The Late Great Daniel Johnston: Discovered Covered (2004)
18. On the Road" – 4:14
  - Słowa autorstwa Jacka Kerouaca
19. "Dog Treat" (Hidden track) – 2:56
  - Utwór nagrany na żywo
20. "Missing My Son" (ukryty utwór) – 3:38

## Muzycy
- Tom Waits – śpiew, gitara, instrumenty klawiszowe, instrumenty perkusyjne
- Dave Alvin – gitara
- Anges Amar – gwizdki
- Ara Anderson – trąbka
- Ray Armando – perkusja
- Bobby Baloo – Cowbell, "przeszkadzajki"
- Bobby Black – gitara
- Michael Blair – bębny, perkusja
- Andrew Borger – perkusja
- Bryan "Brain" Mantia – perkusja
- Matt Brubeck – gitara basowa
- Dan Cantrell – akordeon
- Ralph Carney – saksofon
- Crispin Cioe – saksofon
- Bent Clausen – banjo, pianino
- Les Claypool – gitara basowa
- Jimmy Cleveland – puzon
- Harry Codyc – banjo
- Greg Cohen – gitara basowa
- Eddie Davis – banjo
- Darrel Devore – circular violin
- Seth Ford-Young – gitara basowa
- Steve Foreman – perkusja
- Mitchell Froom – Chamberlin (elektroniczny instrument klawiszowy)
- Bob Funk – puzon
- Joe Gore – gitara
- Chris Grady – trąbka
- Brett Gurewitz – gitara
- Ron Hacker – gitara
- John Hammond – harmonijka
- Arno Hecht – saksofon
- Billy Higgins – bębny
- Art Hillery – pianino
- Stephen Hodges – perkusja
- Bart Hopkins – klarnet bambusowy
- Trevor Horn – gitara basowa
- Carla Kihlstedt – skrzypce
- Guy Klesevik – akordeon
- Gary Knowlton – instrumenty klawiszowe
- Mike Knowlton – gitara
- Larry LaLonde – gitara
- Adam Lane – gitara basowa
- Mark Linkous – gitara, gitara basowa, bębny
- Paul "Hollywood" Litteral – trąbka
- Charlie Musselwhite – harmonijka
- Tom Nunn – The Bug
- Eric Perney – gitara basowa
- Nic Phelps – instrumenty dęte
- Dan Plonsey – klarnet
- Steve Prutsman – pianino
- Marc Ribot – gitara
- Bebe Risenfors – klarnet
- Gino Robair – perkusja
- Mike Silverman – gitara basowa
- Jeff Sloan – perkusja
- Nolan Smith – trąbka
- Matthew Sperry – gitara basowa
- Colin Stetson – saksofon
- Larry Taylor – gitara basowa
- Francis Thumm – pianino
- Leroy Vinnegar – gitara basowa
- Casey Waits – bębny
- Sullivan Waits – gitara
- Richard Waters – waterphone
- Tom Yoder – puzon